# Шеймеш, Тибор
Ти́бор Ше́ймеш (венг. Tibor Selymes; род. 14 мая 1970, Бэлан, Румыния) — румынский футболист и тренер венгерского происхождения. Почётный гражданин Бухареста (1994).

## Карьера

### Клубная карьера
Профессиональную карьеру игрока Шеймеш начал в 1988 году в чемпионате Румынии в составе клуба «Брашов», а в 1990 году перешёл в бухарестское «Динамо», цвета которого защищал в течение трёх сезонов. Период с 1993 по 2001 годы провёл в Бельгии, где играл за местные команды «Серкль Брюгге», «Андерлехт» и «Стандард».

### Карьера в сборной
За национальную команду Румынии Шеймиш провёл 46 матчей, в том числе 4 игры на чемпионате мира 1994 года и 3 — на Евро-2000. Также был включён в заявку на чемпионат мира 1998 года, однако на поле так и не появился.

### Тренерская карьера
В 2005 году Шеймеш был назначен главным тренером венгерского «Шопрона», в котором проработал 2 сезона.

## Награды
- Орден «За спортивные заслуги» III степени I типа (2008)[6].